# 精霊使い
『精霊使い』（エレメンタラー）は、岡崎武士による漫画及び、それを原作としたアニメ。
原作漫画は1989年からアニメ雑誌『ニュータイプ』（角川書店）にて連載されていたが、作者の病気（肺気胸）療養のため、最終決戦前に「第一部完」という形で1997年に未完のまま終了した。この年、『精霊使い』は第1回文化庁メディア芸術祭マンガ部門優秀賞を受賞している。
2022年から前作の続編『精霊使い -些の塵滓-』（エレメンタラー ちとのじんし）が、『月刊ヤングマガジン』（講談社）2月号から連載中。

## 概要
単行本がニュータイプ100%コミックスから全4巻で刊行後、1999年から2000年にかけて角川スニーカー文庫より小説版全3巻（著：檜村美月）が出版された。小説版は檜村美月の独自創作により未完部分が補完され、物語は一応の完結を迎えた。
その後、ニュータイプ100%コミックス版は絶版となったが、2007年に入り講談社からその復刻として再編集特別版が全3巻で刊行された。再編集にあたり岡崎武士自身による10年ぶりの「続き」が描き下ろされ、第3巻の巻末に収録された。書き下ろされた新作はわずか8ページであったが、岡崎はこれについて「ラストとして構想していたエピソードで、これ以降の物語はありません」と語っており、簡素ながら本家オリジナル版も実質の完結を迎えたこととなる。
8年間の連載にもかかわらず単行本が4冊（講談社版は3冊）しか刊行されなかったが、それは病気で断筆を決意するに至るまでにも途中3度の入退院があったことが大きな理由である。
また、非入院時においても普段から栄養不足など様々な弊害で精神と体力を著しく消耗するなどの重大な危険を抱えており、比喩ではなく「死にかけ」の状態で作品が連載されていた。

## ストーリー
精霊たちの望む理想郷を建設するための精剣戦争において、
- 精剣戦争を活発化させる火が属
- 精剣戦争を抑える地が属
- 精剣戦争を監視する水が属
- 命を運ぶ風が属

の四大属性に分かれた精霊使いたちは、幾代にもわたりながら覇を争っていた。
ある日、勃発した精剣戦争に巻き込まれた甘えん坊な少年の覚羅は、目の前で片想いの相手の麻美を水が属の長の支葵にさらわれたことで、最強の精霊使いであるエーテルの精霊使いとして目覚める。覚羅は自分を助けてくれた露羽とともに地が属に身を寄せ、麻美を救って理想郷を築きあげるため、精剣戦争に身を投じる。

## 登場人物
覚羅（かぐら）
声 - 緑川光
万物の構成元素たるエーテルの精霊使い。精霊使い特有の治癒能力を他者にまで及ぼすことができる。多くの人間の業に触れ全ての精霊使いの頂点に立つほどに成長する。
麻美（あさみ）
声 - 椎名へきる
覚羅の幼馴染。支葵に増殖者（ディーパ）としての素質を見出され覚羅の目の前で攫われる。「強い男以外は愛する価値がない」と言って彼女持ちの男にばかりコナを掛けていた（よって当初の覚羅は範疇外だった）。
千燁（ちあき）
声 - 山崎和佳奈
瑣衣の増殖者でお守り役。秋桜久、麻美とともに鞘継にとらわれてしまう。入浴中にさらわれたため、全裸で鞘継の榾芯にとらえられている。
露羽（つゆは）
声 - 佐久間レイ
木の精霊使い。覚羅の姉役を自任。支葵を愛し前代の精剣戦争では水が属に属して戦い、迅雷の黒竜とともに水が属の双璧といわれた。現在は地が属に戻っている。
エーテルの精霊使いを助け理想郷を築くことが役目。
支葵（しき）
声 - 井上和彦
水の精霊使い。水が属の長。娘である秋桜久を鞘継の榾芯にとらわれ、その命令に従っている。本来は徳の高い人物。劇中では中野サンプラザを居城に改築していた。
秋桜久（しおひさ）
声 - 皆口裕子
支葵の娘。増殖者。鞘継の巨大な榾芯に（なぜか全裸で）とらわれている。
瑣衣（さい）
声 - 松本保典
火の精霊使い。火が属の長。爆炎の支配者の異名をもつ。精剣戦争を活発化させることが役目。火が属は高い戦闘能力を持つが、構成メンバーが少ないため、城を構えることがない。そのため、長である瑣衣も拠点を構えず常に移動していた。
自らの増殖者、千燁と姪（姉、瑣姫の娘）の秋桜久を救うため、精霊との契約を解除し治癒能力を失い死亡。
鯉邑（こいむら）
声 - 柴田秀勝
鋼の精霊使い。剣の達人であり精剣の名匠。紡城不在の現在地が属をまとめ上げている。腹中に最強の精剣であるエーテルの精剣の柄を隠している。そのため他の精霊使いに柄を奪われないよう、鋼の精霊使いのみクライフという体を鋼鉄化する防御法珠を持つ。
地が属の城を築くことが役目。それとは別にエーテルの精霊使いに腹中の精剣の柄を届け、その柄に刃をつける役目も持つ。
地が属は構成人員こそ多いものの各人の力は弱い。鯉邑自身も契約する精霊の数は多くはないが卓越した剣技で2度にわたる精剣戦争を戦い抜いた。
鞘継（さやつぐ）
声 - 小杉十郎太
闇を生むもの。精剣戦争の始まりから存在している。前代の精剣戦争ではエーテルの精霊使いと偽っていた。前代の精剣戦争で死んだと思われていたが、真のエーテルの精霊使いである覚羅と戦うため、秋桜久、麻美、千燁の3人の増殖者を榾芯にとらえ力を蓄えている。
覚羅とは別ベクトルの力だが、全ての精霊を支配できる為、他の精霊使いに化ける事もできる。
涼恣絽（すずしろ）
声 - 屋良有作
風の精霊使い、風が属の長。漫画版では回想シーンにしか登場しなかった。小説版では女性として書かれており、それに伴い名前も涼風に変更された。
樹雨（きさめ）
声 - 平松晶子
涼恣絽の増殖者。
瑣織（さおり）
声 - 高山みなみ
熱の精霊使い。瑣衣の妹。前代の精剣戦争において鞘継の死に立ち会ったとされている。
齢見右（としみう）
声 - 水谷優子
語り部の精霊使い。精剣戦争を後世に伝える役目のため、生涯の大半を寝てすごしている。CDドラマ「虚構の残像」にのみ登場。
齢見左（としみさ）
声 - かないみか
語り部の精霊使い。精剣戦争を後世に伝える役目のため、生涯の大半を寝てすごしている。CDドラマ「虚構の残像」にのみ登場。
白霧（しらぎり）
声 - 丸山詠二
霧の精霊使い。支葵の側近。
比冴（ひさえ）
声 - 折笠愛
白金の精霊使い。鯉邑の娘。鯉邑が役目のため母と自分を見捨てたと誤解し激しく父を憎んでいる。
今代の精剣戦争では水が属に属して鯉邑と戦い、決闘の中で鯉邑からエーテルの精剣の柄を託され和解、鯉邑は死の寸前であったが覚羅に癒され一命を取り留める。その後地が属に戻り鯉邑と共にエーテルの精剣に刃をつけた。
雫（しずく）
声 - 置鮎龍太郎
氷の精霊使い。秋桜久に想いを寄せるが彼女の父、支葵の影から逃れることができずそれがトラウマとなっていた。比冴と共に地が属の城を急襲した際、覚羅にそのトラウマを癒され地が属に身を寄せる。
擁（よう）
声 - 森川智之
砂の精霊使い。露羽に好意を抱き、露羽を救った覚羅を守る。露羽、誘罹と共に「地の三人衆」を名乗っただけあって地が属においては屈指の実力者。
誘罹（いさり）
岩の精霊使い。「地の三人衆」の一人。支葵の起こした津波を法珠で防いだが、支葵に斬られた。
出市（でいち）
声 - 中村大樹
地が属の若者たちのリーダー的な人物。何の精霊使いかは不明。よくひどい目に合う。
麿透惟（まとい）
声 - 荒木香恵
水晶の精霊使い。千燁の力を借り覚羅の実体分身を作り出す。CDドラマ「megaDstyl」にのみ登場。
紡城（ほうじょう）
土の精霊使い。地が属の長。精剣戦争勃発時の瑣衣との戦闘後行方不明になる。
黒竜（こくりゅう）
声 - 中原茂
雷の精霊使い。本来は風が属だが、支葵を覇者と認め水が属に属して戦っている。迅雷の二つ名をもち、前代の精剣戦争では露羽とともに水が属の双璧とうたわれた。
季柳とともに地が属の城を攻めた際、覚羅に契約する精霊を奪われる。
季柳（きりゅう）
声 - 宇垣秀成
酸の精霊使い、自称・桃太郎侍。原作ではかませ犬だが、アニメでは豪快な武将として描かれた。
飛沫（しぶき）
声 - 西村朋紘
水滴の精霊使い。精霊使いとしては弱小だが、持ち前の集中力で緻密な法珠を操る。
香菜（かな）
声 - 岩男潤子
覚羅の従姉。両親を失った覚羅の面倒を彼女の家でみていた。叔父夫婦に冷たくされる覚羅にとっての唯一の味方であった。しかし恋人との結婚後、自動車事故で夫を失う。この時一緒にいた覚羅は、香菜の夫を助けることができなかった。夫を失えば自分への愛がもどってくると思った覚羅がわざと助けなかったと誤解した香菜は、覚羅を責める。

## 用語
増殖者（ディーパ）
精霊使いの力を引き出し増幅する能力を持つ人間。
精剣
武器としての剣であり精霊に命令を出すための発信装置でもある。
作中に登場した精剣は基本的に抜き身で携帯しており、鍔元に拳一つ分の刃の付いていない握り（地が属の日本刀型は鎺がそのくらいある）が作られている。
エーテルの精剣
最強の精剣。エーテルの精剣は柄のみが鋼の精霊使いが腹中に預かっている。当然ながら腹を割かなければ取り出すことは出来ないため、他者を癒す力をもつ「適格者」が現れた際に取り出し、鋼の精霊使いが刃（刀身）を付ける。劇中では鯉邑と比冴の父娘合作として付けられた。
真にその資格を持つものに渡されたとき、その場にいる全ての者が理想郷の姿を見る。エーテルの精剣の柄は鍔元の握り部分まである。

榾芯（ホーン）
精霊使いの体表に生じる角状の物質で精霊の声を聞くための受信装置であり、精霊を集めるためのものでもある。良質の榾芯は良質の精剣の材料になる。
榾芯の生じる場所は精霊使いによって違い、榾芯の大きさは契約する精霊の数と比例する。
法珠（ほうじゅ）
いわゆる魔法。契約する精霊の力を物理的に行使すること。精霊使いは一人につき一種しか精霊と契約できないため、個々の法珠は契約する精霊の特質に応じる。
ただし、エーテルの精霊使いは、万物の構成元素であるエーテルの精霊と契約しているため、あらゆる精霊を扱うことができる。その威力は契約する精霊の数によって決まるが、集中力、瞬発力によっても変動する。集中力が高いほど宝珠を正確に扱うことができ、また宝珠の効果も持続し、相手に解呪されにくい。
基本的な宝珠として、プレハノフ（集中）、デュホー（移動）、レニエ（拡散）、モース（増殖）があり、これらを組み合わせた応用例にタキトゥス（拡散＋増殖）などが多数ある。限られた精霊使いにしか使えない特殊な宝珠も見られる（クライフなど）。
なお、名前は歴史上の人物に由来する。
護霊石（ラピス・パラディウム）
次元の断層を作り出しあらゆる法珠から身を守ることができる。効果は日没まで持続するといわれている。劇中では鯉邑と比冴の決闘の場として使用された。
冬眠
精剣戦争が始まると、氷の精霊使いの法珠により、戦争と関係ない普通の人間は冬眠してしまう。

## 書誌情報

### 角川書店
- 岡崎武士 『精霊使い』 角川書店〈ニュータイプ100%コミックス〉、全4巻
  1. 1990年11月29日発売[1]、ISBN 4-04-852283-3
  2. 1992年2月19日発売[2]、ISBN 4-04-852328-7
  3. 1994年4月8日発売[3]、ISBN 4-04-852443-7
  4. 1997年7月15日発売[4]、ISBN 4-04-852846-7

### 講談社
- 岡崎武士 『精霊使い』 講談社〈KCデラックス〉、全3巻
  1. 2007年10月23日発売[5]、ISBN 978-4-06-372343-4
  2. 2007年11月22日発売[6]、ISBN 978-4-06-372394-6
  3. 2007年12月21日発売[7]、ISBN 978-4-06-375415-5 ※特別描き下ろし「チトノジンシ」8P収録
- 岡崎武士 『精霊使い -些の塵滓-』 講談社〈KCデラックス〉、既刊2巻（2024年4月18日現在）
  1. 2022年10月20日発売[8]、ISBN 978-4-06-529455-0
  2. 2024年4月18日発売[9]、ISBN 978-4-06-535267-0

## アニメ
1995年4月1日にOVA化された。
制作発表当時は大張正己が監督を務めており、彼の監督下でPVも制作されたが、その後に大張がAICと揉めて降板したため、秋山勝仁が総監督という形で後任を務めることとなった。岡崎武士はこの交代劇を残念に思っており、後に大張へその旨を伝えている。
原作漫画とは一部設定が異なり、増殖者の力を暴走させた秋桜久を覚羅と麻美が救うという内容になっている。

### スタッフ
- 原作・企画・脚本 - 岡崎武士
- 総監督 - 秋山勝仁
- キャラクターデザイン - 松原秀典
- コンセプトデザイン・演出 - 合田浩章
- 絵コンテ - 合田浩章、秋山勝仁
- 作画監督 - 松原秀典、北爪宏幸、恩田尚之、北島信幸、橋本敬史
- 美術監督 - 串田達也、平城徳浩
- 美術設定 - 加藤浩、平沢晃弘、竹内敦志
- 色彩設定 - 中山久美子
- 撮影監督 - 佐藤均
- 音響監督 - 岩浪美和
- 音楽 - 笹路正徳
- 協力 - 岡崎制作所
- プロデューサー - 鈴木徹、水野丈一、肥田光久、丸田彰
- アニメーション制作 - AIC
- 製作・著作 - 角川書店、ソニー・ミュージックエンタテインメント

### 主題歌
エンディングテーマ「CYNICAL SKY」
作詞 - 出口雅之 / 作曲 - 本田恭之 / 編曲・歌 - GRASS VALLEY
挿入歌「涙」
作詞 - 山口高志 / 作曲 - 新居昭乃 / 編曲 - 佐藤剛、HAPPO / 歌 - 椎名へきる

## 関連商品

### DVD
- 精霊使い - 2000年8月23日発売

### CDドラマ
- 精霊使い〜虚構の残像〜 1 - 1993年5月21日発売
- 精霊使い〜虚構の残像〜 2 - 1993年7月21日発売
  - CSのPCMラジオで全6回放送ドラマのCD化。原作の第3巻と第4巻を補完する内容となっている。
- 精霊使い〜虚構の残像〜 サウンドトラック - 1994年12月12日発売
  - 椎名へきるによるイメージテーマ「ECHO OF FABRICATION」を収録。
- 精霊使い mega D style - 1994年10月1日発売
  - イメージテーマ
    - 「空中回廊」（作詞：出口雅之 / 作曲：本田恭之 / 編曲・歌：GRASS VALLEY

  - 挿入歌
    - 「D2」（作詞：出口雅之 / 作曲：本田恭之 / 編曲：GRASS VALLEY、土橋安騎夫 / 歌：GRASS VALLEY）